# Enicospilus umanai
Enicospilus umanai är en stekelart som beskrevs av Ian D. Gauld 1988. Enicospilus umanai ingår i släktet Enicospilus och familjen brokparasitsteklar. Inga underarter finns listade i Catalogue of Life.